# Nojo aos Cães
Nojo aos Cães é um filme português de 1970, do género drama, realizado por António de Macedo.

## Sinopse
Uma equipa da televisão oficial (a RTP, subentende-se) vai fazer a reportagem de uma manifestação de estudantes universitários, em Lisboa. A câmara da equipa de reportagem identifica-se subjectivamente com aquela que é usada para fazer o filme. Os manifestantes exprimem a sua revolta insultando quem filma, devido à orientação reaccionária dos repórteres e operadores da televisão. Num confronto directo entre observadores e observados, são abordados os temas da condição dos estudantes, no espírito de Maio de 1968, um ano depois da revolta estudantil de Coimbra.
Proibido em Portugal, o filme estreia no Festival de Benalmadena de 1970, em Espanha, onde ganhou o prestigiado prémio FICC (Fédération Internationale das Ciné-Clubs).

## Elenco
- Ana Leiria - Estudante
- Ana Zanatti - Locutora de TV
- Clara Fiúza - Estudante
- Avelino Lopes - Estudante
- Clara Silva - Mulher negra
- Eduarda Pimenta - Estudante
- Maria João - Estudante
- Melim Teixeira - Estudante
- Helena Balsa - Estudante
- Hilda Silvério - Estudante
- João Francisco Pestana - Estudante
- João Mário Mascarenhas
- José Ramalho
- José M. Gomes
- Lídia Rita
- Murad Ali Mamadhusen
- Salvador Ressurreição - Estudante
- João Gomes Moreira - Pai de estudante
- Associação de Estudantes da Faculdade de Direito de Lisboa

## Festivais
- Festival de Benalmadena 1970 (Espanha) - Prémio da Federação Internacional de Cineclubes.
- Festival de Valladolid, 1970 (Espanha) - Prémio Valores Humanos
- Festival de Bergamo 1970 (Itália)